# Karl Scholz
Karl Scholz (* 9. Oktober 1879 in Horn, Niederösterreich; † 22. Februar 1957 ebenda) war ein österreichischer Maler.

## Leben
Scholz besuchte nach der Matura am Piaristengymnasium Horn die Wiener Akademie. Ab dem Jahre 1907 hatte er in Wien-Penzing ein eigenes Atelier und lebte als freischaffender Künstler. Nach dem Kriegsdienst im Ersten Weltkrieg arbeitete er einige Jahre als Gymnasialprofessor in Wien, kehrte aber bald wieder zu seinem freiberuflichen Künstlertum zurück. 1919 wurde Scholz Mitglied des Wiener Künstlerhauses. Seine Werke waren in Ausstellungen in Wien und in Horn zu sehen. 
Scholz war als Porträtmaler erfolgreich. Ein großer Teil seines Schaffens ist der Stadt Horn und der Landschaft des Horner Beckens verbunden. 
Scholz entwickelte einen persönlichen Malstil, der im Alter in meist recht düstere Schöpfungen mündete. Einige seiner Werke sind im Höbarthmuseum (benannt nach  Josef Höbarth) der Stadt Horn zu sehen. Ein großer Teil seiner Werke befindet sich in Horner Privatbesitz. Die wichtigsten Schöpfungen verbreitete er auch als Ansichtskarten.
Karl Scholz verbrachte seinen Lebensabend in der Stadt Horn, wo er bis zuletzt aktiv am Kulturgeschehen teilnahm. Die Stadt verdankt ihm einige der besten bildlichen Darstellungen.
In Horn erinnert die Prof.-Karl-Scholz-Strasse an den Künstler.